# Ernst von Buseck
Ernst Johann Philipp Hartmann von Buseck (* 24. August 1686 in Salmünster; † 24. Oktober 1754 in Fulda) war Fürstlich-würzburgisch-fuldaischer Geheimrat, fuldaischer Vicedom und Erbauer des Schlosses Buseck.

## Familie
Von Buseck entstammte dem Lahngauer Adelsgeschlecht Buseck und war ein Sohn des Freiherrn Philipp Franz Edmund von Buseck († 1700) und dessen Gattin Maria Antonia Amelia, einer geborenen von Fechenbach.
Sein Bruder Friedrich Franz Ludwig (1685–1756) war später der erste Fürstbischof in Fulda. Johann Christoph (1687–1759), sein jüngerer Bruder, war Deutschordenskomtur. Im Februar 1718 heiratete Ernst die Freiin Maria Anna Kunigund Antonia Felicita Josefa von Butlar (1701–1773), mit der er elf Kinder, darunter die Söhne Johann Philipp Konstantin Josef Matthias (1719–1793), Christoph Franz Daniel Veith Christian (1724–1805, Fürstbischof von Bamberg) und Amand Josef Augustin Karl Ignatius Johannes Nepomuck (1736–1798, fuldischer Kammerherr) hatte. Die übrigen Kinder verstarben im frühen Kindesalter.

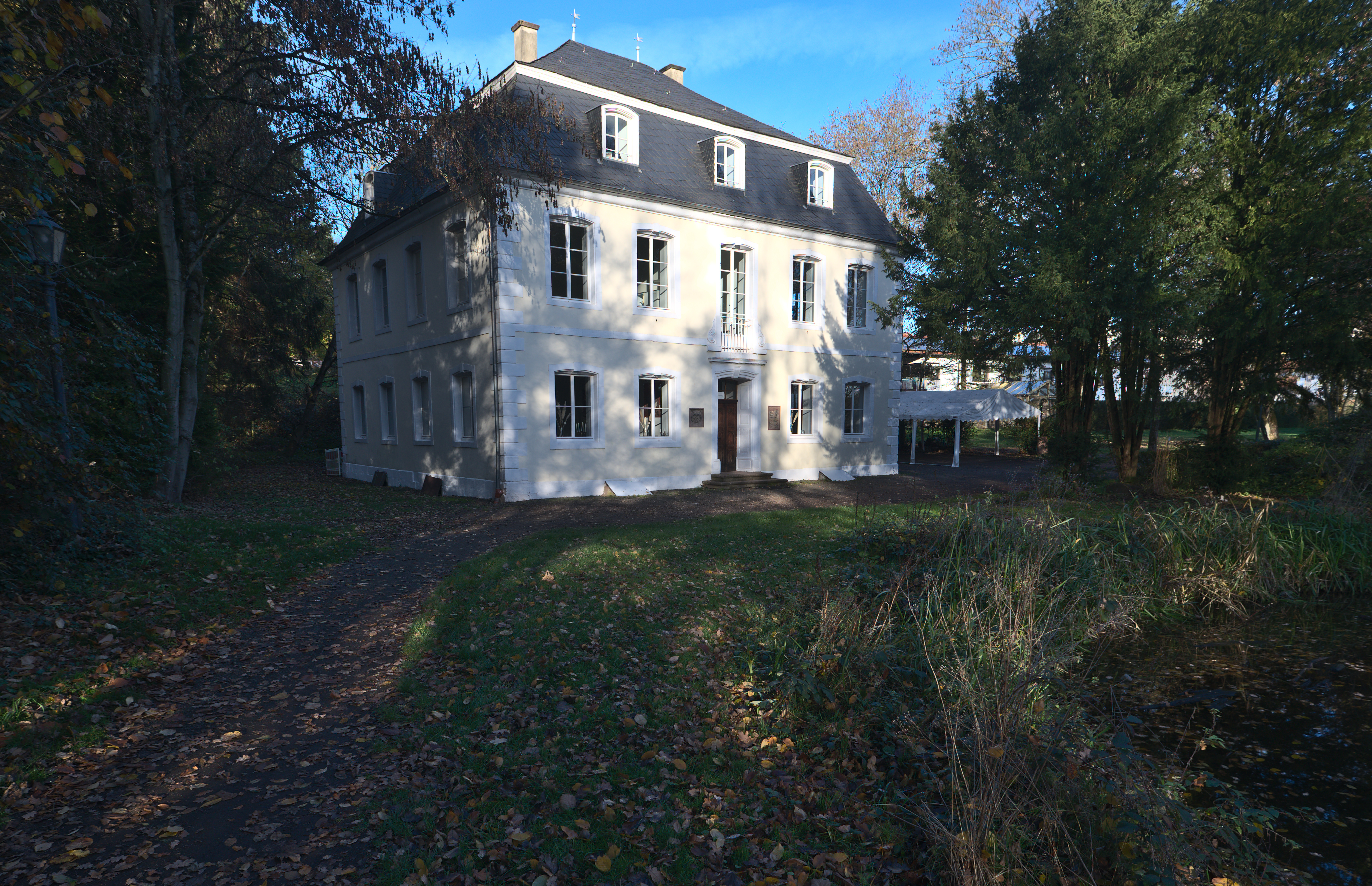
Schloss Buseck, 1735 von Ernst von Buseck errichtet

## Wirken
Nach dem Umzug der Familie von Jagstberg nach Fulda im Jahre 1727 nahm er eine Tätigkeit als würzburgisch-fuldaischer Geheimer Rat auf, mit der er den Landesfürsten bei der Ausübung seiner Herrschaft unterstützte. Nach 1730 wurde er fürstlich-fuldaischer Oberamtmann in Geisa, das zur Reichsabtei Fulda gehörte. In dieser Funktion war er der oberste Dienstmann des vom Landesherrn geschaffenen Amtes.
1735 ließ er das Schloss Buseck im Barockstil errichten.
1738 wurde er zum Vicedom der Stadt Fulda berufen und war damit der Stellvertreter seines Bruders, der damals Fürstabt zu Fulda war.
Im Rat der Stadt Fulda war er zugleich der Vertreter des Landesfürsten.
Am 19. April 1748 wurde er von seinem Bruder Friedrich Franz mit zahlreichen Gütern belehnt.

## Sonstiges
Für das Busecker Tal bestand seit dem 13. Jahrhundert eine Ganerbschaft der Familien von Buseck und von Trohe. Ernst und seine Brüder konnten erst nach einem langen Rechtsstreit in die Ganerbschaft des Busecker Tals aufgenommen werden. Hierbei ging es um die Frage, ob Ernst und seine Brüder als legitime Kinder und damit als berechtigte Ganerben anzusehen waren.